# Haagse Voetbal Vereniging
L'HVV (Haagse Voetbal Vereniging, in italiano Associazione Calcio Aia) è una società calcistica olandese con sede nella città de L'Aia. È stato fondato nel 1883, anche come club di cricket, ed è uno dei più antichi club dei Paesi Bassi. I colori sociali sono il giallo e il nero.

## Storia
La squadra è stata fondata nel 1883. Conobbe il suo momento d'oro tra il 1891 e il 1914 quando vinse per dieci volte il campionato olandese (due non ufficiali), una volta la coppa nazionale nel 1903. È stata finalista della competizione altre tre volte. Per titoli vinti è ancora dietro ad Ajax, PSV e Feyenoord. Nel 1932 venne retrocessa nelle serie minori e da allora non è più riuscita a ritornare in prima classe.

## Cricket
Oltre al calcio questa associazione sportiva è molto famosa per il cricket. Viene chiamata HCC ed è uno dei più importanti club dei Paesi Bassi. Ha vinto il primo campionato nazionale nel 1884. È nella massima serie dal 1925 ed ha vinto 47 titoli nazionali.

## Palmarès

### Competizioni nazionali
- Campionato olandese: 10

1890-1891, 1895-1896, 1899-1900, 1900-1901, 1901-1902, 1902-1903, 1904-1905, 1906-1907, 1909-1910, 1913-1914
- Coppa dei Paesi Bassi: 1

1902-1903

### Altri piazzamenti
- Campionato olandese:

Secondo posto: 1896-1897
Terzo posto: 1888-1889, 1889-1890, 1892-1893, 1893-1894, 1894-1895
- Coppa dei Paesi Bassi:

Finalista: 1898-1899, 1903-1904, 1909-1910